# Justin Cox
Justin Cox (* 13. März 1981 in Merritt, British Columbia) ist ein kanadischer Eishockeyspieler, der zuletzt für die Heilbronner Falken in der 2. Eishockey-Bundesliga spielte.

## Karriere
Cox begann seine Karriere im Jahre 1997 in der kanadischen Juniorenliga Western Hockey League bei den Prince George Cougars. Bereits in seinem zweiten Jahr erzielte der damals 18-jährige in 72 Spielen 22 Scorerpunkte, woraufhin einige NHL-Scouts auf den 1,83 m großen Stürmer aufmerksam wurden. Während des NHL Entry Draft 1999 waren es schließlich die Dallas Stars, die sich seine Rechte sicherten. Cox wurde in der sechsten Runde an insgesamt 184. Stelle ausgewählt. Dennoch blieb der Angreifer zunächst zwei Jahre in der Western Hockey League.

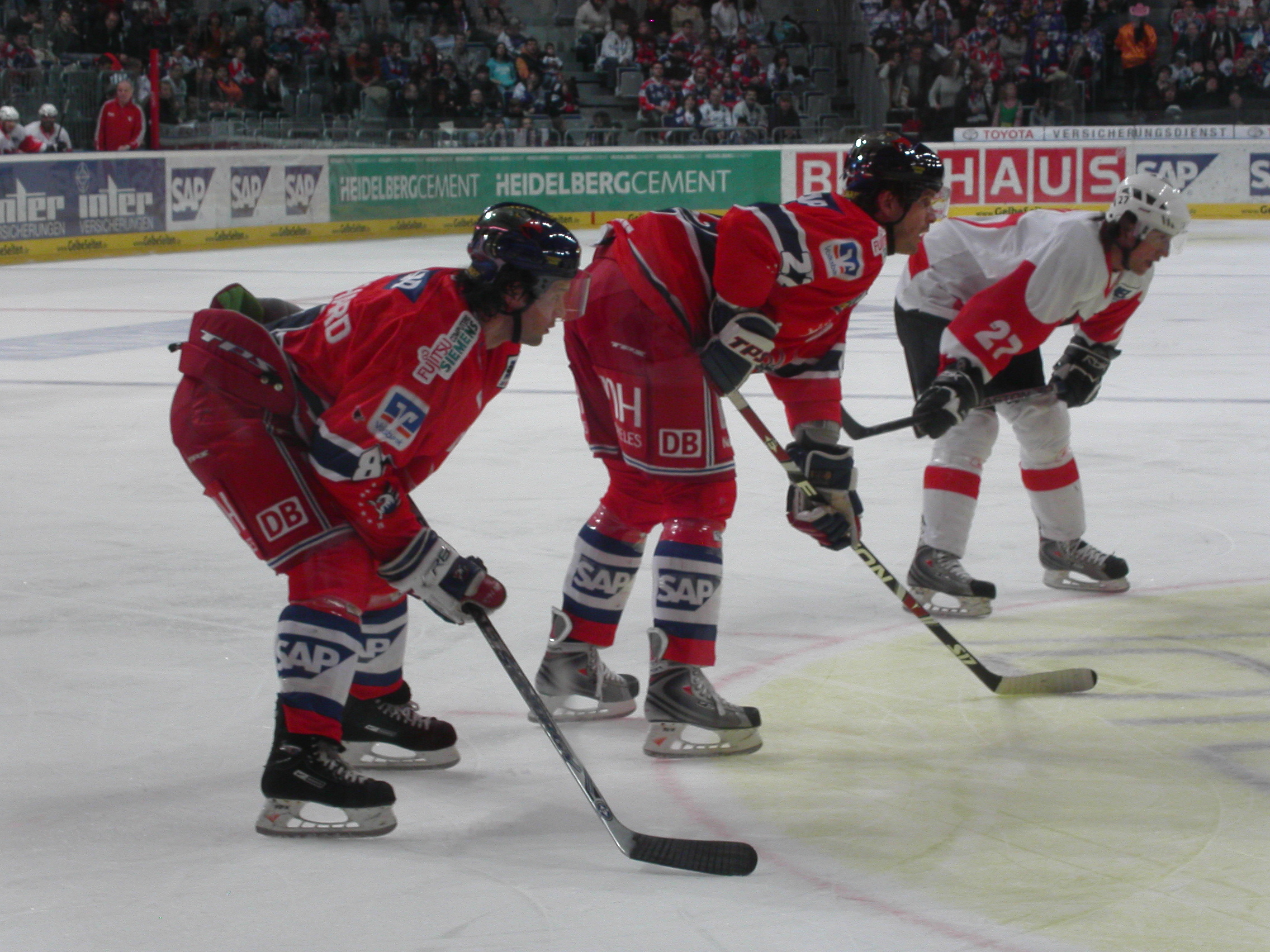
Cox im Trikot der Füchse Duisburg (rechts)

Im Sommer 2001 wechselte der Kanadier in die American Hockey League zu den Utah Grizzlies, für die er in seiner ersten Saison 74 Spiele absolvierte und dabei 17 Punkte erzielen konnte. Cox bekam trotz ansprechender Leistung jedoch nicht die Chance, sich in der NHL zu beweisen. Nachdem er sich nur noch geringe Chancen auf ein mögliches Engagement bei den Dallas Stars ausrechnete, zog es ihn zur Saison 2005/06 zu den San Antonio Rampage, dem Farmteam der Phoenix Coyotes. Auch dort spielte der Angreifer ausschließlich in der AHL und wechselte nur ein Jahr später erstmals nach Europa. Hier ging Cox zunächst für den Schweizer Zweitligisten EHC Visp und noch in derselben Saison für den norwegischen Erstligisten Storhamar Dragons aufs Eis.
Nachdem er in der Schweiz und in Norwegen ansprechende Leistungen gezeigt hatte, wurde auch das Management der Füchse Duisburg auf den Offensivspieler aufmerksam, das ihn vor der Spielzeit 2007/08 verpflichtete. Justin Cox erhielt einen Zweijahresvertrag bei den Füchsen. In der ersten Spielzeit bei den Füchsen war er in der internen Scorerliste der fünftbeste Spieler. Als die Duisburger im Sommer 2009 Insolvenz anmelden mussten, verließ er den Verein und wechselte zum IK Oskarshamn in die schwedische HockeyAllsvenskan.
2010 kehrte er nach Deutschland zurück und wurde von den Heilbronner Falken aus der 2. Eishockey-Bundesliga verpflichtet.

## DEL-Statistik
(Stand: Ende der Saison 2009/10)